# Sonerila guneratnei
Sonerila guneratnei är en tvåhjärtbladig växtart som beskrevs av Henry Trimen. Sonerila guneratnei ingår i släktet Sonerila och familjen Melastomataceae. Inga underarter finns listade i Catalogue of Life.